# Detter (Zeitlofs)
Detter ist ein Gemeindeteil des Marktes Zeitlofs im unterfränkischen Landkreis Bad Kissingen in Bayern.

## Geographie
Der ehemalige Markt liegt im Naturpark Bayerische Rhön nahe dem Tal der Schondra. Das Gemeindegebiet von Zeitlofs ist Teil der Hügellandschaft der südlichen Rhön mit einer Höhe von 242 bis 477 Meter über NN. Detter liegt im Südosten des Gemeindegebietes. Der Detterbach fließt in unmittelbarer Nähe des Orts.

## Name

### Etymologie
Dem ursprünglichen Flurnamen Detter liegt das germanische Wort teter zugrunde, welches durch das Kollektivsuffix -idi oder -ithi abgeleitet wurde. Der Name ging von der Flur auf den Ort über. Bis ins 15. Jahrhundert wurden die Namenszusätze Groß- und Klein- zur Unterscheidung der heute baulich verwachsenen Ortsteile verwendet.

### Frühere Schreibweisen
Frühere Schreibweisen des Ortes aus diversen historischen Karten und Urkunden:
| - 1332 Teterde - 1356 Tetirde - 1383 Teterde - 1386 Tetter - 1396 Thetter | - 1422 Deter - 1423 Tetern - 1461 Tettern - 1470 Tetern - 1536 Detter |

## Geschichte
Im Türkensteuerregister der Fürstabtei Fulda aus 1605 ist der Ort mit drei Familien erwähnt. Die Kirche des Ortes, die evangelisch-lutherische Versöhnungskirche entstand gegen Ende des 17. Jahrhunderts.
Historisch gehörte Detter zur Thüngenschen Cent und hat Marktrecht. Detter kam am 1. Mai 1978 zur Gemeinde Zeitlofs.

## Sonstiges
Die Einwohner sind zum größten Teil evangelisch. Im Dorfzentrum befindet sich die evangelische Versöhnungskirche, der thüngensche Gutshof, und das inzwischen geschlossene Gasthaus Kenner. Es gibt im Ort eine Reitsportanlage und einen Jugendzeltplatz außerhalb des Ortsgebiets an der Schondra. Außerdem befindet sich in Richtung des Nachbarorts Weißenbach ein Fußballplatz des ansässigen Sportvereins SV Detter/Weißenbach (Primus der B-Klasse Rhön 1 2023/2024), der ab der Saison 2024/25 höherklassig in der A-Klasse vertreten ist.